# Dragutin Blažeković
Dragutin Blažeković, hrvaški general in jezikoslovec, * 1828, † 1893.
V letih 1886−1890 je bil civilni in vojaški namestnik v Dalmaciji; kot tak si je prizadeval za uvedbo hrvaščine v javne ustanove in šole. Ker njegov predlog ni bil sprejet, je podal odpoved in se upokojil. 